# Odeon Leicester Square
Pour les articles homonymes, voir Odéon.
L’Odeon Leicester Square est un cinéma situé sur le côté est de Leicester Square à Londres, dominant la place de sa haute façade de granit noir et de sa tour de 37 m. 
Surnommé « Odeon », il accueille un grand nombre de premières européennes et mondiales, et possède la plus grande salle de cinéma du Royaume-Uni, avec environ 1680 places.
Le cinéma fait partie de la chaîne de cinémas britannique Odeon Cinemas, la plus importante du pays.

## Historique

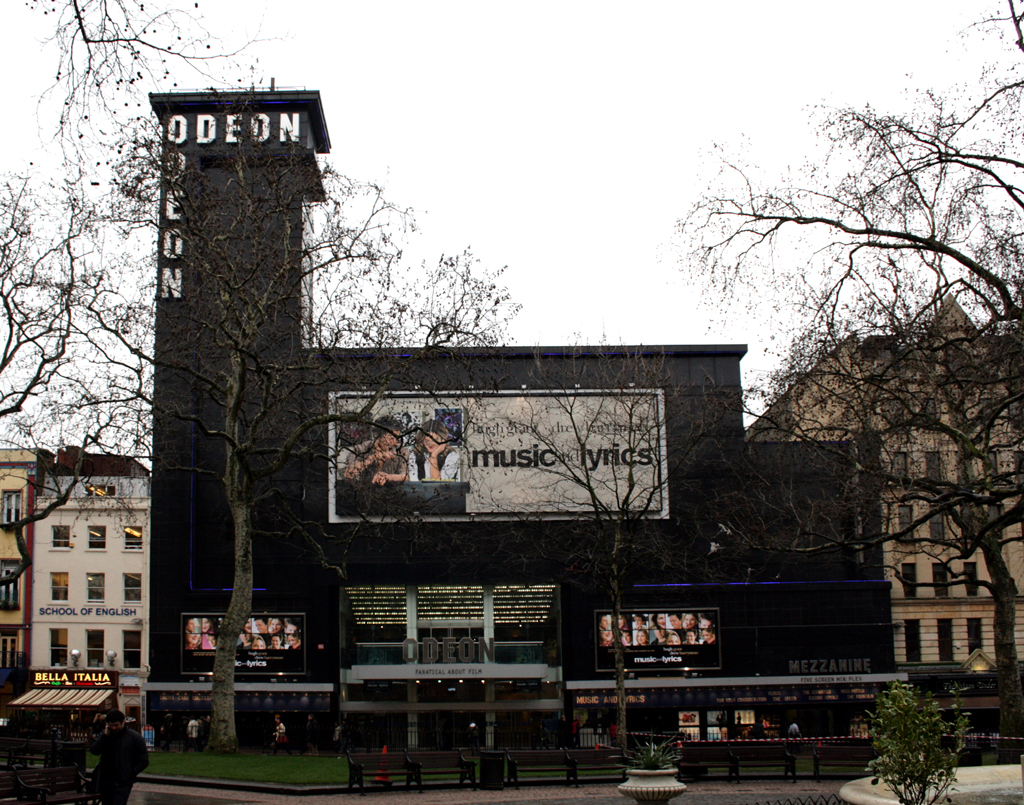
Façade de l'Odeon Leicester Square.

L'Odeon Leicester Square fut fondé en 1937 sur le site de l'Alhambra Theatre, un grand music-hall datant des années 1850.
Il a été construit pour être le fleuron de la chaîne Odeon Cinemas, fondée par Oscar Deutsch en 1930.

## Spécifications techniques
L'Odeon est la plus grande salle de cinéma à un seul écran du Royaume-Uni. Le cinéma est équipé des dernières techniques de projection, 35mm, 70mm et numérique sur un grand écran, ainsi qu'une large scène pour des occasions spéciales (remises de prix, présentations de films, etc.). Il est également équipé des principaux systèmes de sons numériques : SDDS, Dolby Digital et DTS.
Il a conservé un orgue de cinéma, construit par John Compton dans les années 1930.
Il a été le premier cinéma du Royaume-Uni à être doté d'un écran large, installé en 1953, et plus récemment, le premier à posséder un projecteur cinéma numérique en 2000.
La salle compte 1683 places (le nombre de places a été réduit en 2000 pour des questions de confort), avec une « Royal Retiring  Room » pour la visite des monarques. Les sièges sont divisés entre le « Royal  Circle », le « Rear Circle » et les « Stalls » (orchestre).

## Odeon Mezzanine
Juste à côté de la salle principale, l'Odeon Mezzanine est un miniplex de 5 salles, chacune comptant de 50 à 60 places. Il est le premier complexe cinématographique de Londres, créé en 1988.

## Premières et évènements
L'Odeon Leicester Square accueille un grand nombre de premières européennes et mondiales, aujourd'hui à la fréquence d'une par semaine environ.
Il a également accueilli de 2000 à 2006 les cérémonies des British Academy Film Awards (BAFTA Awards), décernés par la British Academy of Film and Television Arts, présentées par Stephen Fry.
L'Odeon Leicester Square est également le cinéma où a lieu chaque année depuis 1946 la Royal Film Performance, soirée de bienfaisance consistant en la projection d'un film britannique, à laquelle assistent des membres de la famille royale britannique.